# Đại học ITMO
Đại học Nghiên cứu quốc gia ITMO - National Research University ITMO là một trong số các trường Đại học nghiên cứu quốc gia của Nga. Trường nằm trong số 15 trường tổng hợp của Nga và là thành viên của chương trình "Nâng cao tính cạnh tranh quốc tế trong số những trung tâm nghiên cứu - đào tạo hàng đầu thế giới" của Chính phủ Nga.
Trường đào tạo chuyên sâu về các ngành Công nghệ thông tin, cơ khí và quang học. Trước đây, tập trung chủ yếu là Cơ khí và Quang học.
Hiện nay trường có tất cả 19 khoa (trong đó có 2 viện nghiên cứu và một viện hàn lâm), 7 viện nghiên cứu khoa học và 110 bộ môn. Tính đến ngày 1 tháng 9 năm 2019, trường có hơn 12,500 sinh viên (trong đó có gần 2450 sinh viên quốc tế tới từ 87 quốc gia và vùng lãnh thổ), đội ngũ giáo viên gồm 1300 người (trong đó hơn 800 giáo sư, tiến sĩ khoa học).
Từ năm 1996, hiệu trưởng của trường là ông Vladimir Vasilyev.
Từ năm 2019 trường được đổi tên thành "Đại học nghiên cứu quốc gia ITMO" tên chính thức bằng tiếng Nga: "федеральное государственное автономное образовательное учреждение высшего образования «Национальный исследовательский университет ИТМО»"

## Lịch sử

### Sự hình thành và phát triển
Lịch sử của trường bắt đầu từ năm 1900, khi đó tại trường thủ công nghiệp mang tên thái tử Nhicolai mở phân khoa cơ khí quang học và sửa chữa đồng hồ đầu tiên ở đế quốc Nga, nhằm đào tạo các chuyên gia về cơ khí chính xác và quang học.
Sau đó phân khoa trở thành trường trung cấp kĩ thuật độc lập, những lớp chính của nó vào năm 1920 đã được cải tổ thành trường trung cấp cơ khí chính xác và quang học, cơ sở giáo dục này đã nhận được quyền đào tạo kĩ sư chuyên môn hóa hẹp, vào năm 1931 khóa kĩ sư chế tạo máy đầu tiên đã ra trường. Phòng sản xuất của trường đã sản xuất được một cách hạn chế các chi tiết cơ khí chính xác và quang học phức tạp.
Vào năm 1930 trường trung cấp kĩ thuật cải tổ thành trường liên hiệp cơ khí chính xác và quang học, và 3 năm sau từ đó tách ra thành trường đại học cơ khí chính xác quang học Leningrad(viết tắt tiếng Nga ЛИТМО).
Phòng thí nghiệm đầu tiên của trường đã được thành lập và trực thuộc bộ môn công nghệ thủy tinh quang học. Nhờ sự khai thác của các nhân viên của phòng thí nghiệm, Liên Xô đã thoát khỏi sự phụ thuộc vào các vật liệu mài giá đắt.
Vào năm 1937 ở trường đã khánh thành một trong số những phòng thí nghiệm giải tính dụng cụ đầu tiên của Liên Xô, sau đó chuyển về bộ môn dụng cụ toán học và giải tính. Mùa thu năm 1939 bộ môn trở thành một trong sô các bộ môn chính của trường và nghiên cứu về thiết bị cơ điện tính toán và dụng cụ điều khiển.

### Trong những năm tháng của cuộc chiến tranh vệ quốc vĩ đại
Từ những ngày đầu tiên của cuộc chiến, tại trường đã hoạt động cơ sở sửa chữa quân sự của phương diện quân Leningrad, tại đó chuẩn bị các dụng cụ kiểm tra đo lường dành cho các đơn vị quân đội và hải quân. Trong thời gian bị phong tỏa, tại các phân xưởng của trường các máy ngắm quang học đã được hoàn thiện; ống nhòm pháo binh, máy ngắm toàn cảnh pháo binh, kính ngắm phòng không, ông ngắm lập thê, kính tiềm vọng...được sửa chữa, tiện vỏ đạn cho đạn phòng không, mìn bộ binh và hải quân. Sự đào tạo các sinh viên của trường được tiếp tục ở nơi sơ tán, ở tỉnh Novosibirck.

### Từ những năm 1950 đến 1990 của thế kỉ 20
Sự phát triển của trường được tiếp tục sau chiến tranh, rất nhiều giáo viên và nhân viên đã được trao tặng các giải thưởng Nhà nước và giải thưởng Lenin. Các nhà khoa học của trường đã tạo ra máy tính điện toán đầu tiên dành cho tính toán kĩ thuật «ЛИТМО-1».
Vào những năm 70 tại trường đã khánh thành phòng thí nghiệm công nghệ lazer, đồng thời khánh thành tòa nhà học tập tại đường Cабинская улица, hiện nay đó là tòa nhà chính của trường.
Vào những năm 80 đã tiến hành các thí nghiệm về kĩ thuật vi xử lý, dành cho việc đào tạo các chuyên giao công nghiệp đã thành lập viện công nghiệp nâng cao tay nghề theo các hướng phát triển công nghệ và kĩ thuật mới.

### Thành lập các chuyên ngành về công nghệ máy tính trong những năm 90
Vào những năm 90 trường đã khởi sướng và hoàn thiện mạng RUNNET, kết nối tất cả các trung tâm khoa học và đào tạo chính của Nga. Trong thời gian đó đã thành lập trung tâm nghiên cứu "Quang học máy tính", và đồng thời mở khoa Kĩ thuật máy tính và điều khiển (КТиУ).
Năm 1992 trường đã được đổi tên thành " Đại học cơ khí chính xác, quang học Saint Petersburg", và năm 1994 thì trở thành "Đại học Tổng hợp".

### Trường Đại học Tổng hợp trong thế kỉ XXI
Sự phát triển tích cực của công nghệ thông tin đã dẫn tới sự thay đổi rất mạnh trong cấu trúc của trường: Mở rộng phạm vi của hoạt động nghiên cứu đào tạo, các chuyên ngành mới và các bộ phận mới cũng xuất hiện.
Vào năm 2003 trường đã được chuyển tên thành "Trường Đại học tổng hợp quốc gia về công nghệ thông tin, cơ khí (không có từ "chính xác" nữa) và quang học Saint Petersburg".
Trong các năm 2006-2008 trong cấu trúc của trường nhập vào "Viện phương pháp và kĩ thuật điều khiển", "Viện kinh doanh quốc tế và luật" và "trường cao đẳng chế tạo máy hàng hải".
Vào năm 2009, trường đã nhận được danh hiệu "Trường Đại học Tổng hợp nghiên cứu quốc gia", nó đã mở rộng rất lớn khả năng của sinh viên và nhân viên về hoạt động nghiên cứu khoa học theo các hướng nghiên cứu khoa học có triển vọng.
Vào năm 2011 trường "Đại học quốc gia Saint Petersburg công nghệ thực phẩm và nhiệt độ thấp" đã nhập vào biên chế của trường.

## Lãnh đạo của trường
Từ năm 1996 giám đốc của trường là nhà hoạt động khoa học công huân của Liên Bang Nga, chủ tịch hội đồng hiệu trưởng các trường Đại Học, Cao Đẳng của Saint Petersburg (từ 2004), phó chủ tịch Hội liên hiệp TSKH của Nga (từ 2006), viện sĩ thông tấn của viện khoa học giáo dục Liên Bang Nga,viện sĩ thông tấn của viện hàn lâm khoa học Liên Bang Nga, TSKH-GS Vladimir Nhikolaievich Vasilyev.

### Ban lãnh đạo
- Владимир Николаевич Васильев, [liên kết hỏng];
- Леонидович Колесников|Юрий Леонидович Колесников, проректор по учебно-организационной и административной работе;
- Хаген Дж.|Стивен Хаген Дж., проректор по управлению изменениями;
- Олегович Никифоров|Владимир Олегович Никифоров, проректор по научной работе;
- Андрей Викторович Иванов, проректор по экономике и финансам;
- Александрович Шехонин|Александр Александрович Шехонин, проректор по учебно-методической работе;
- Александр Иванович Дорофеев, проректор по хозяйственной деятельности.

## Tiến sĩ khoa học danh dự của trường
- Аскар Акаевич|Аскар Акаевич Акаев[liên kết hỏng], профессор, иностранный член РАН (2000), Президент Кыргызстан[liên kết hỏng], выпускник ЛИТМО (1968)
- Никлаус|Никлаус Вирт[liên kết hỏng], профессор компьютерных наук, почетный доктор РАН
- Джозеф Уилфред|Джозеф Уилфред Гудмен, доктор электротехники (Стэнфордский университет), экс-президент американского оптического общества (OSA), экс-президент международной комиссии по оптике (ICO), экс-председатель комитета по присуждению премий Международного общества по оптике и фотонике (SPIE), экс-главный редактор журнала Оптическое Общество|Американского оптического общества[liên kết hỏng] (JOSA)
- Юрий Николаевич|Юрий Николаевич Денисюк[liên kết hỏng], действительный член РАН, выпускник ЛИТМО (1954), один из основоположников голографии[liên kết hỏng]
- Роберт Эллиот|Роберт Эллиот Кан[liên kết hỏng], изобретатель протоколов и IP[liên kết hỏng], лежащих в основе функционирования Интернета
- Илья Иосифович|Илья Иосифович Клебанов[liên kết hỏng], полномочный представитель Российской Федерации|Президента в федеральный округ|Северо-Западном федеральном округе[liên kết hỏng] (2003-2011), генеральный директор О "ЛОМО"[liên kết hỏng] (1992-1997)
- Бертран|Мейер Бертран[liên kết hỏng], профессор, заведующий кафедрой Software Engineering в Eidgenoessische Technische Hochschule
- Михаил Михайлович|Михаил Михайлович Мирошников[liên kết hỏng], научный консультант кафедры Компьютерной фотоники, РАН|член-корреспондент РАН
- Гурий Тимофеевич|Гурий Тимофеевич Петровский[liên kết hỏng], профессор, генеральный директор ВНЦ «им. С.И. Вавилова[liên kết hỏng]» (1994-2002)
- Дмитрий Васильевич|Дмитрий Васильевич Сергеев, первый заместитель губернатора Санкт-Петербурга, выпускник ЛИТМО (1963)
- Бьёрн|Бьёрн Страуструп[liên kết hỏng], профессор Техасского университета A&M, магистр информатики Орхусского университета, создатель C++[liên kết hỏng]
- Йозеф|Йозеф Феликсбергер[liên kết hỏng], доктор химических наук, руководитель отдела прикладных технологий Degussa, PCI Augsburg
- Дейл|Дейл Фуллер, президент и исполнительный директор корпорации «Лабс, ИНК[liên kết hỏng]»
- Гюнтер|Гюнтер Хёне, профессор, доктор технических наук, декан факультета машиностроения Технического университета Ильменау
- Тони|Тони Хоар[liên kết hỏng], один из основоположников математика|дискретной математики[liên kết hỏng], автор алгоритма «быстрой сортировки» ([liên kết hỏng]), теории взаимодействующих последовательных процессов (CSP), Хоара|логики Хоара, широко применяющейся для ПО[liên kết hỏng]
- Джон Эдвард|Джон Эдвард Хопкрофт, специалист в области теории вычислительных систем Корнелльского университета
- Клаус-Петер|Клаус-Петер Цохер[liên kết hỏng], профессор кафедры технологии факультета машиностроения Технического университета Ильменау
- Шичин|Ян Шичин, ректор Харбинского политехнического института в 1985-2002 гг.
- Пыркин Антон Александрович, профессор, доктор технических наук факультета управления и робототехники

## Cấu trúc
- факультет гуманитарный:] khoa khoa học xã hội(ГФ)
- факультет естественнонаучный:] khoa KHTN(ЕНФ)
- факультет инженерно-физический] khoa vật lý kĩ thuật(ИФФ)
- факультет информационных технологий и программирования];khoa công nghệ thông tin và lập trình(ИТИП)
- факультет компьютерных технологий и управления];khoa công nghệ máy tính và điều khiển(КТиУ)
- факультет магистерский корпоративный];
- факультет оптико-информационных систем и технологий];khoa hệ thống thông tin quang học và công nghệ(ФОИСТ)
- факультет повышения квалификации преподавателей];khoa bồi dưỡng năng lực giảng viên
- факультет подготовки кадров высшей квалификации];khoa đào tạo cán bộ nghiệp vụ cao
- факультет профориентации и довузовской подготовки];khoa hướng nghiệp và dự bị ĐH
- факультет среднего профессионального образования];khoa giáo dục trung học
- факультет инфокоммуникационных технологий];khoa kĩ thuật truyền thông (ИКТ)
- факультет точной механики и технологий]; khoa cơ khí chính xác và công nghệ(ТМТ)
- факультет фотоники и оптоинформатики];khoa quang tử học và thông tin quang học (ФФОи)
- факультет вечернего и заочного обучения];khoa giáo dục buổi tối và hàm thụ
- Академия методов и техники управления «ЛИМТУ»];viện phương pháp và kĩ thuật điều khiển
- Институт комплексного военного образования];viện tổ hợp giáo dục quân sự(ИКВО) (đào tạo sĩ quan cho pháo binh và hải quân)
- Институт международного бизнеса и права];viện kinh doanh quốc tế và luật
- Институт холода и биотехнологий] (18 августа 2011 года СПбГУ низкотемпературных и пищевых технологий был реорганизован путём присоединения к Университету ИТМО, а также переименован в Институт холода и биотехнологий[1]):-viện lạnh và công nghệ sinh học
  - факультет холодильной техники;
  - факультет пищевой инженерии и автоматизации;
  - факультет пищевых технологий;
  - факультет криогенной техники и кондиционирования;
  - факультет экономики и экологического менеджмента;
  - факультет заочного обучения.

## Giải vô địch thế giới về lập trình
Năm 2004 đội tuyển của trường lần đầu tiên đã dành chiến thằng trong cuộc thi vô địch lập trình thế giới dành cho sinh viên(ACM-ICPC), và năm 2013 trường đã lập lên kỉ lục 5 lần vô địch ACM-ICPC.
Năm vô địch: 2004, 2008, 2009, 2012, 2013.
Đến nay (2020) trường đã có 7 chức vô địch ACM-ICPC và vẫn nắm số lần vô địch nhiều nhất thế giới.
Năm 2013 cuộc thi đã diễn ra tại trường.